# 伊拉克地理
伊拉克共和国位于亚洲西部，阿拉伯半岛东北部。东接伊朗，北部与土耳其和叙利亚接壤，西与约旦和沙特阿拉伯交界，南部与科威特相邻。面积约44万平方公里。

## 地形
伊拉克全国国土一半以上位于美索不达米亚平原，绝大部分海拔不足百米。地势西北高东南低。北部和东北部为安纳托利亚高原、亚美尼亚高原和伊朗高原的边缘，与伊朗边界上的哈吉易卜拉欣山海拔3607米，为全国最高峰，西南部是阿拉伯高原的北缘，为叙利亚沙漠的一部分；平原与沙漠之间峭壁耸立。

## 气候
除东北部山区属地中海型氣侯，其他为热带沙漠气侯。夏季最高气温高达50℃以上，冬季在0℃左右。雨量较小，年平均降雨量由南至北100～500毫米，北部山区达700毫米。

## 河流湖泊
幼发拉底河和底格里斯河流贯伊拉克境内，下游汇为阿拉伯河注入波斯湾。两河流域多湖泊沼泽，主要湖泊有加迪西耶湖、塞尔萨尔湖、哈巴尼亚湖、赖扎宰湖、代勒迈季湖、萨迪亚湖、哈马尔湖等。